# Делла Веккья, Пьетро
Пье́тро де́лла Ве́ккья (итал. Pietro della Vecchia; ранее ошибочно именовался Пье́тро Мутто́ни, Pietro Muttoni; 1602 или 1603 год, вероятно, Виченца — 8 сентября 1678, Венеция) — итальянский живописец венецианской школы. Работал под влиянием стиля барокко.

## Биография
Сын художника по имени Гаспаро, родился в Венецианской республике в 1602 или 1603 году, возможно, в городе Вероне.
Между 1619 и 1626 годами был по-видимому жил в Риме и обучался у Карло Сарачени и Жана Ле Клерка. Там же, вероятно, познакомился с другим венецианских художником — Николо Реньери, а также со многими художниками французской художественной колонии, в том числе — с Клодом Виньоном, влияние которого на творчество делла Веккьи прослеживается вплоть до 1650-х годов. Позднее обучался у Алессандро Варотари, влияние которого, однако, обнаруживается лишь в работах делла Веккьи, созданных после 1635 года.
Не позднее 1626 года вернулся в Венецию, где впервые упоминается в документах, касающихся оплаты за изготовление хоругви для кармелитов церкви святого Марка в Порденоне, относящихся к декабрю 1626 — январю 1628 годов. Не позднее 1630 года женился на дочери Реньери по имени Клоринда, которая также занималась живописью и получила определённую известность. В период между 1629 и 1640 годами стал членом венецианского цеха художников. В январе 1640 года получил заказ на два картона для изготовления мозаик, предназначавшихся для собора Святого Марка, после чего был назначен главным художником, ответственным за декорирование этого собора  и оставался в таком качестве вплоть до 1674 года. К 1960-м годам делла Веккья стал одним из самых востребованных венецианских художников своего времени, а также открыл у себя дома художественную академию, в которой обучал художественной теории и практике, в том числе перспективе и анатомии. В 1670-х годах вместе со своим тестем Николо Реньери часто выполняли роль художественных консультантов для коллекционеров и торговцев искусством, в том числе — для Паоло дель Серы (итал. Paolo del Sera), венецианским агентом по приобретению предметов искусства для Леопольдо Медичи. 
Пьетро делла Веккья скончался в Венеции 8 сентября 1678 года и был погребён в церкви Сан-Качано.

## Творчество
Пьетро делла Веккья относят к группе тенебрози, особенностью живописной манеры которых состоит в подражании к более ранним мастерам (таким, как Тициан и Джорджоне) и характеризуется насыщенной светотенью.

## Имя
В течение длительного времени был известен в под именем Пьетро Муттони. Это имя появилось в результате его под таким именем Луиджи Ланци в его индекс (том III, с. 404), что произошло из-за ошибочного прочтения книги Франческо Бартоли, в которой тот упоминает картину делла Веккьи, находившуюся в доме Муттони. В 1984 году итальянский искусствовед Бернард Айкема доказал ошибочность прочтения имени и вернул художнику имя Пьетро делла Веккья.

## Литература

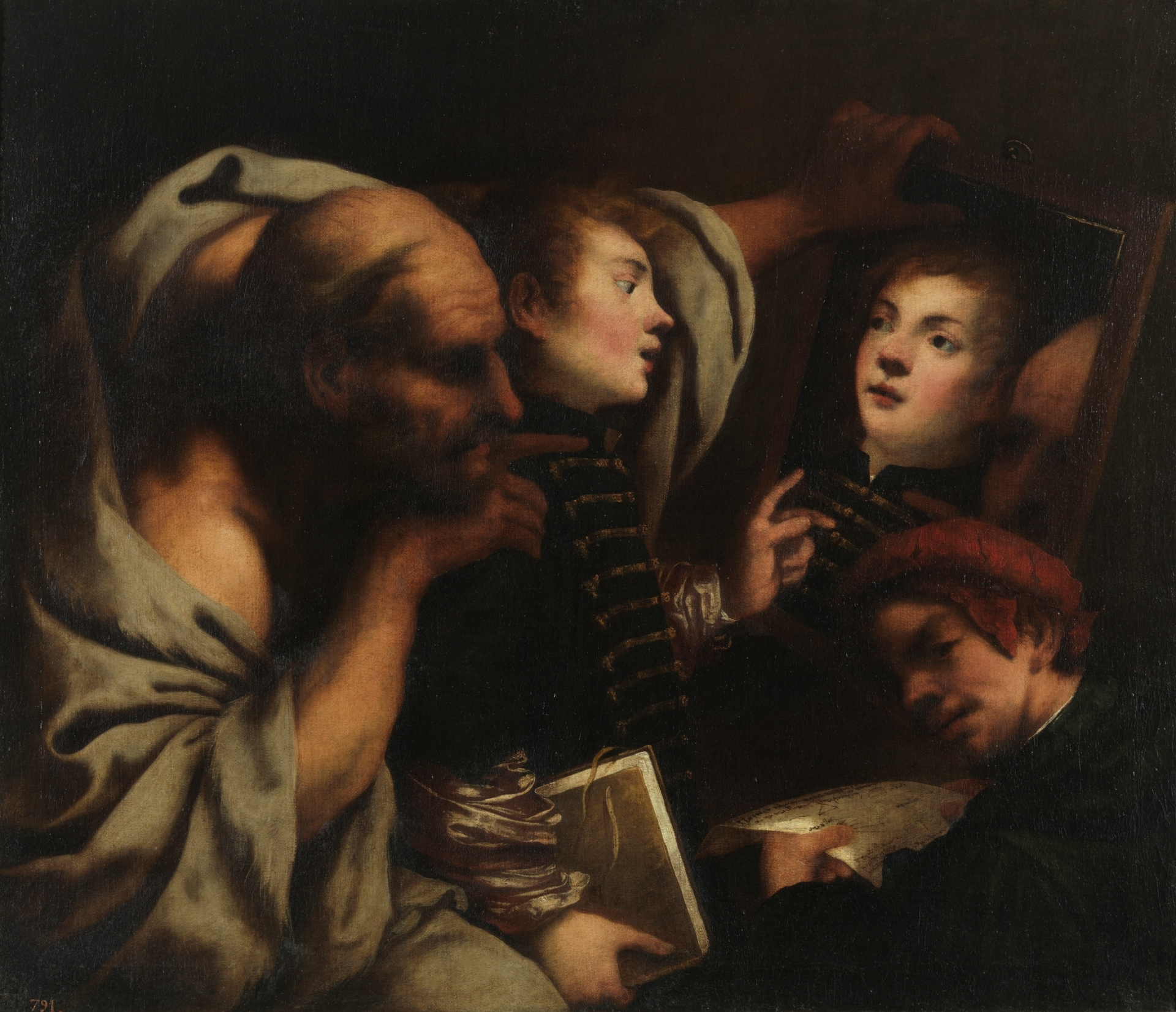
«Сократ с учениками», музей Прадо
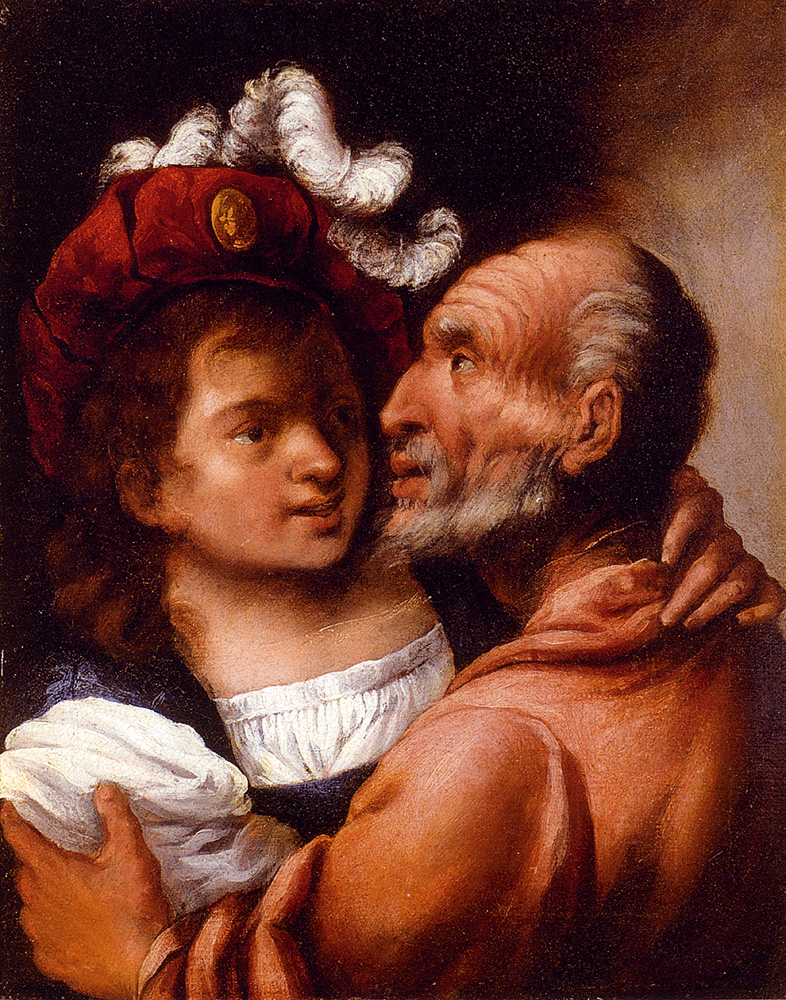
Молодой и старый возраст
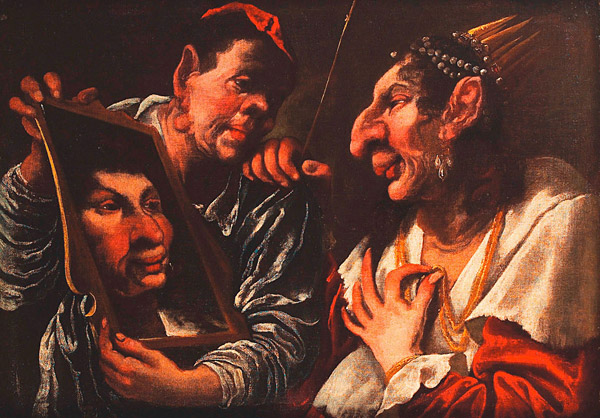
Аллегория тщеславия
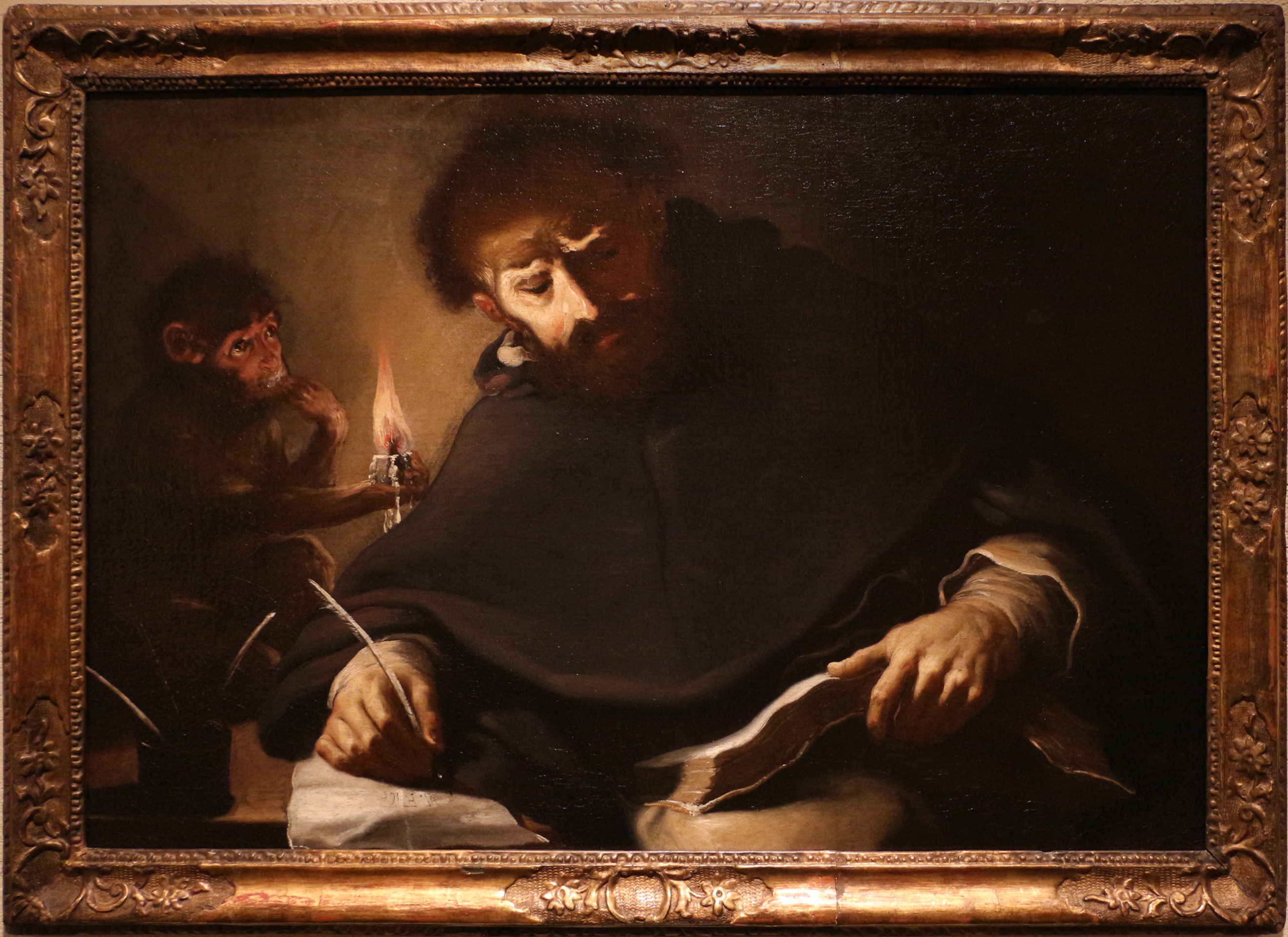
Святой Доменик и демон
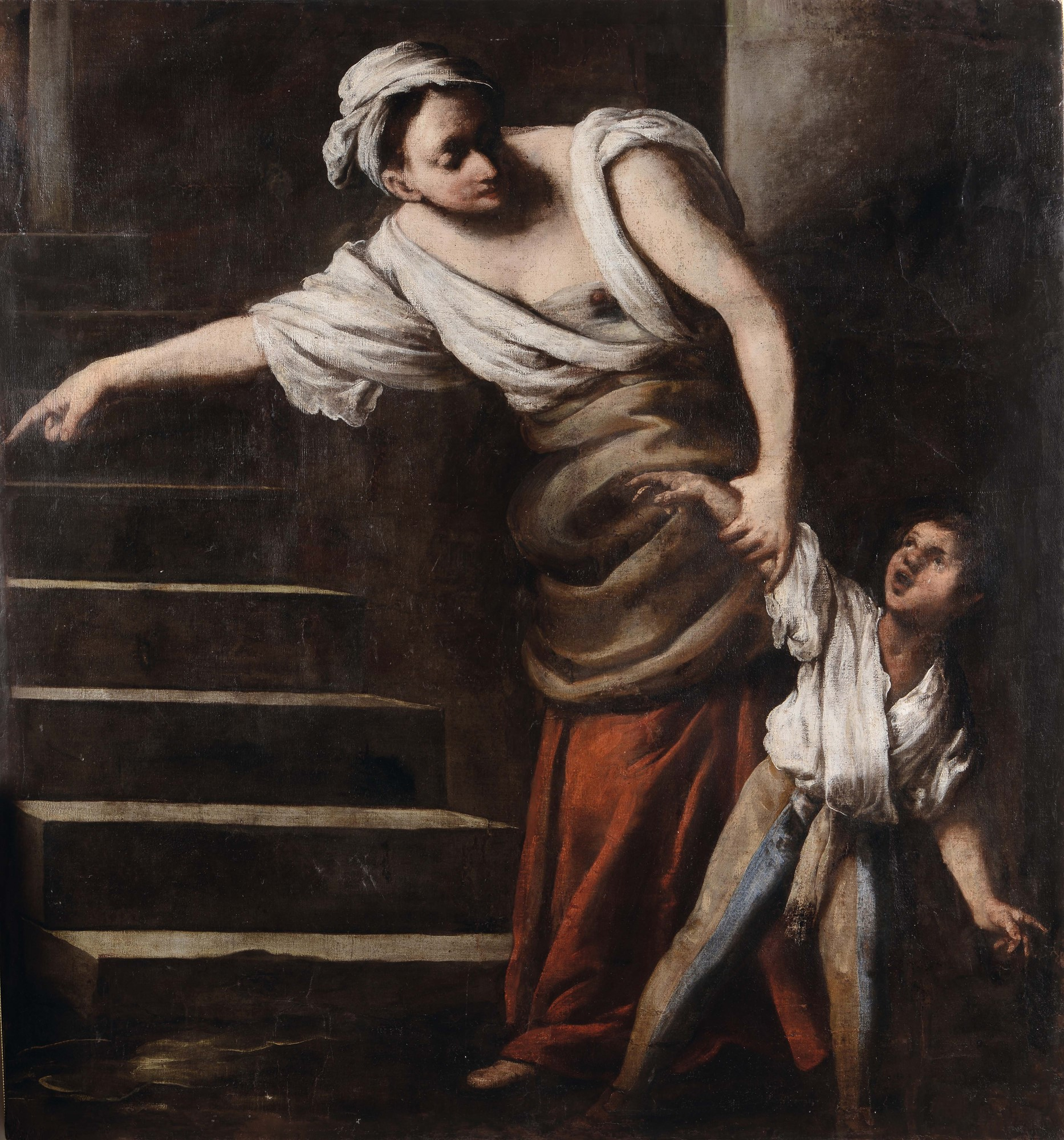
Женщина с ребёнком
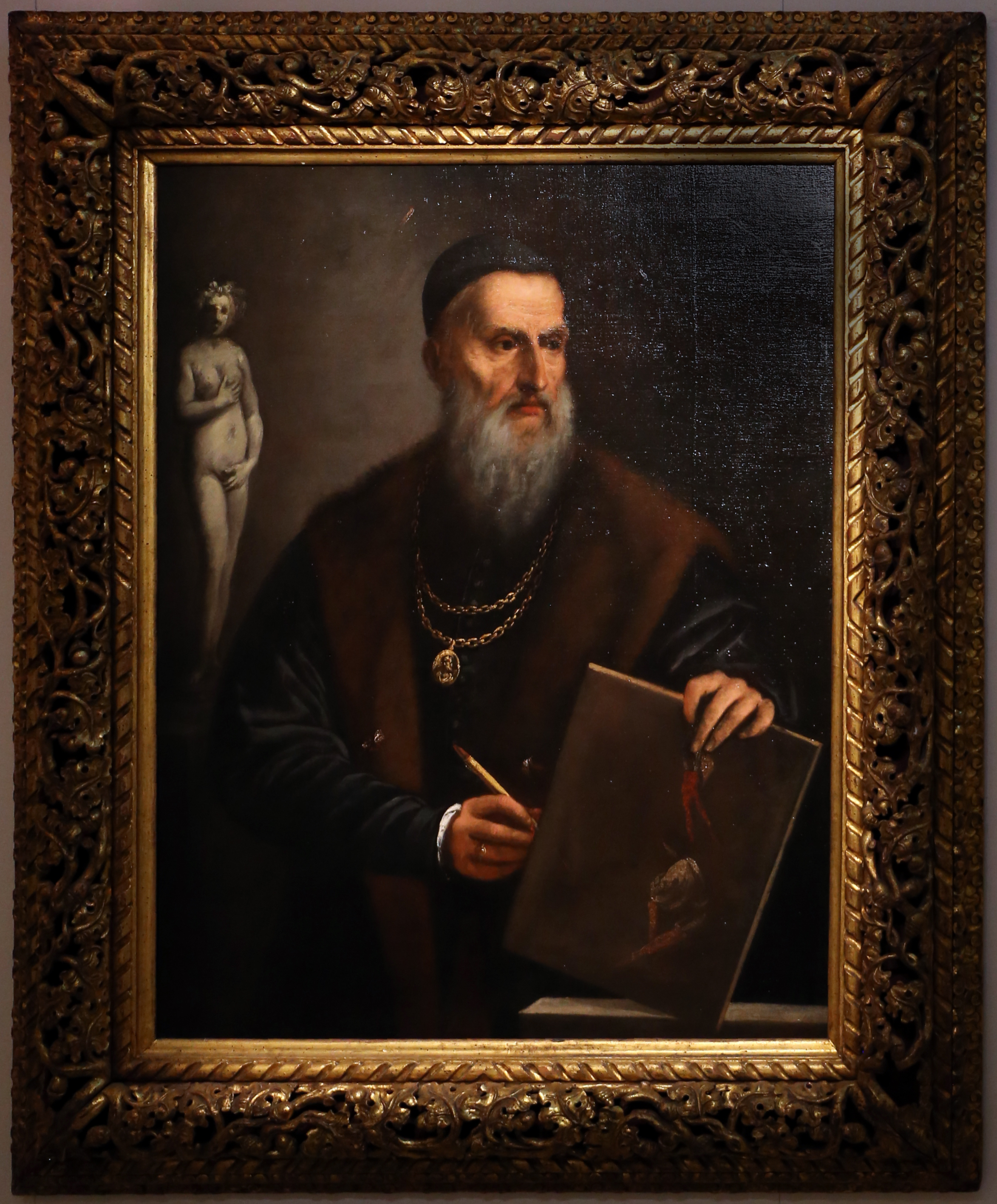
Портрет Тициана
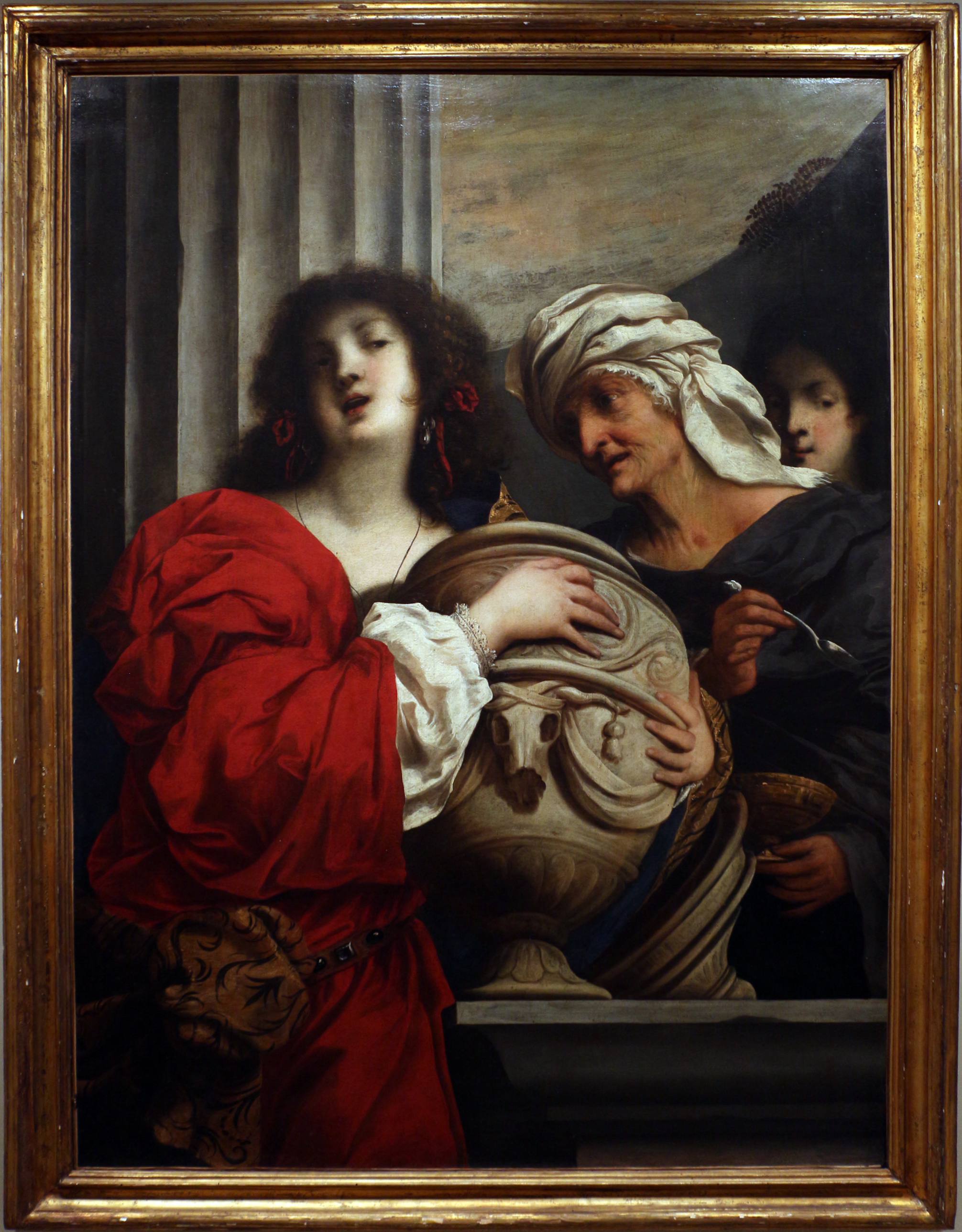
Ваза Пандоры
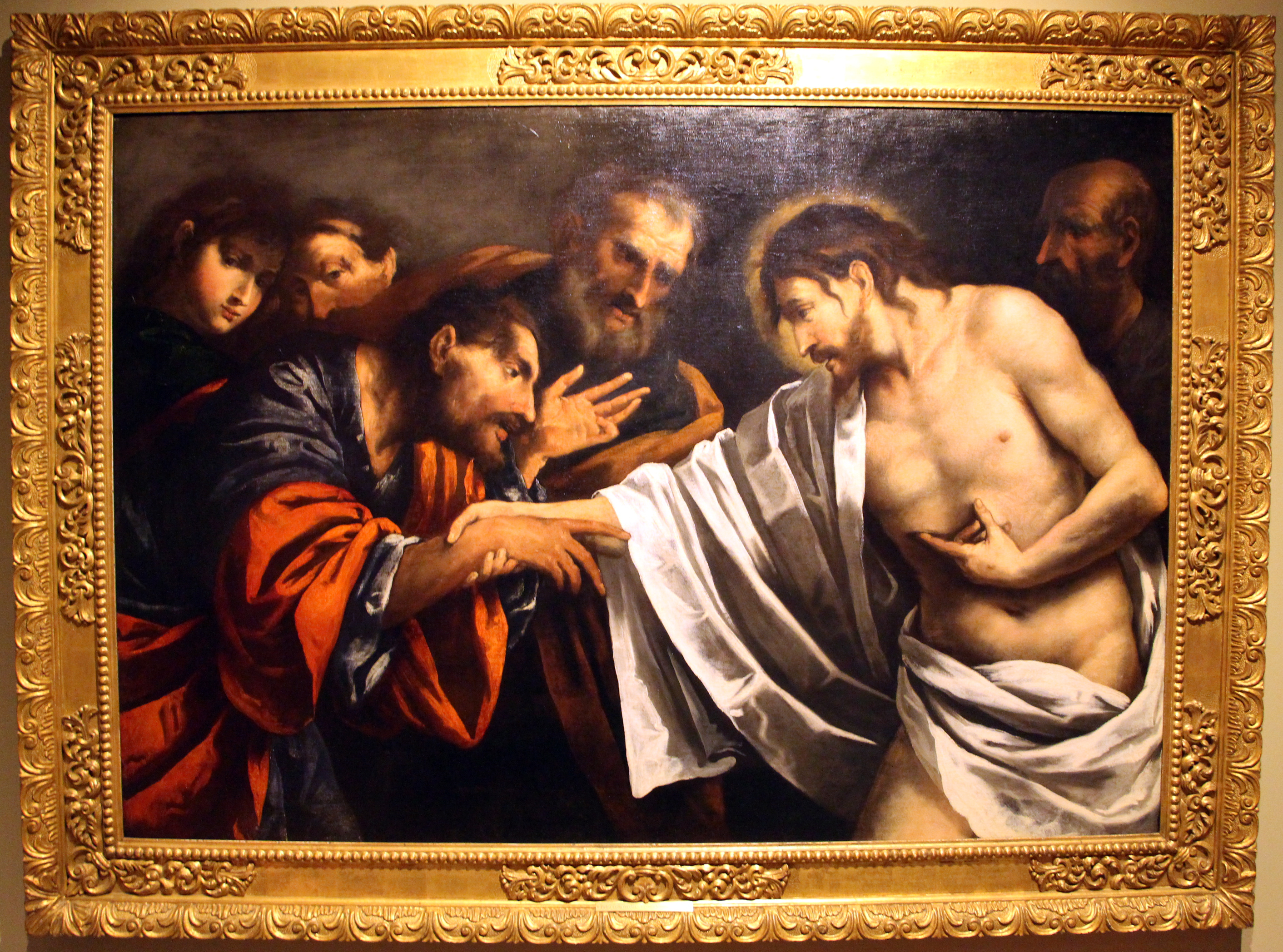
Неверие апостола Фомы